# Llano del muerto
El Llano del muerto es una extensa área de aproximadamente 6 mil hectáreas de pinares y praderas. Está situado en el municipio de Perquín, Departamento de Morazán, El Salvador.
, con nacimientos de agua, que recorren las grandes formaciones rocosas hasta llegar a Río Sapo y Guaco.

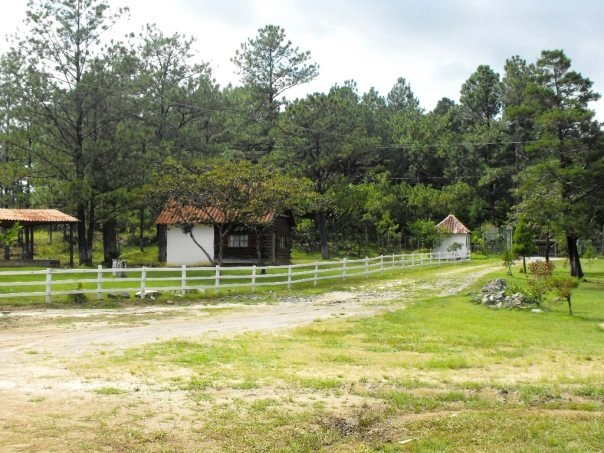
Llano del Muerto.

## Factores culturales

### Tradiciones
Llano del muerto forma parte del municipio de Arambala, por lo tanto sus tradiciones son las siguientes:

#### Fiestas patronales
- Del 22 al 23 de enero en honor al Niño Dios.
- Del 23 al 24 de agosto, en honor a San Bartolomé.

#### El Carnaval Fogonero
Se lleva a cabo del 7 al 8 de diciembre. Y es un hecho que tiene más de quinientos años de tradición en el cual se lleva a cabo un ritual al fuego como señal de purificación.

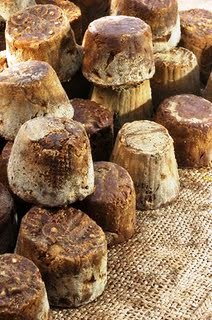
Dulce de Panela.

### Artesanías
Entre las artesanías más conocidas en el Municipio de Arambala se encuentran la jarcia, la floristería, la confitería, la herrería, los bordados y la creación del jabón de aceituno.

### Gastronomía
El Municipio de Arambala tiene una variedad de platos típicos entre los cuales se encuentran los Dulces de panela, Sopa de frijoles con res, la gallina india del pinol, Yuca, ayote en miel y las tortas de pescado, que por lo general son elaboradas en Semana Santa, etc.

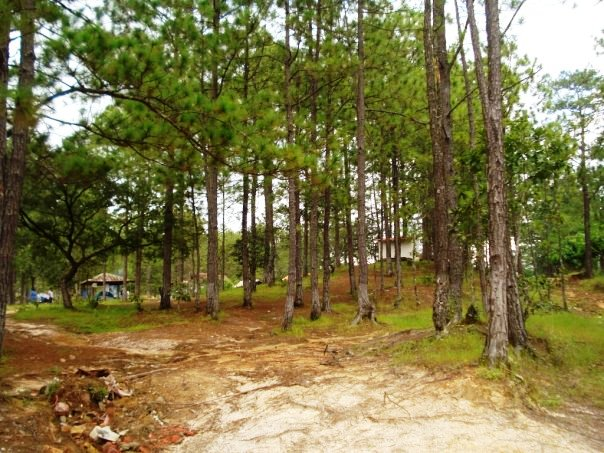
Bosque y zona de acampar en Llano del Muerto.

### Leyenda
Cuenta la leyenda que este sitio adquirió el nombre de “Llano del muerto” de un acontecimiento que se dio durante la época de la conquista, cuando los españoles llevaron a cabo una matanza, dejando a un muerto en la zona, al que nadie nunca reclamó, ni recogió. “Ahí quedó el muerto, en su llano”. 

## Factores zoológicos

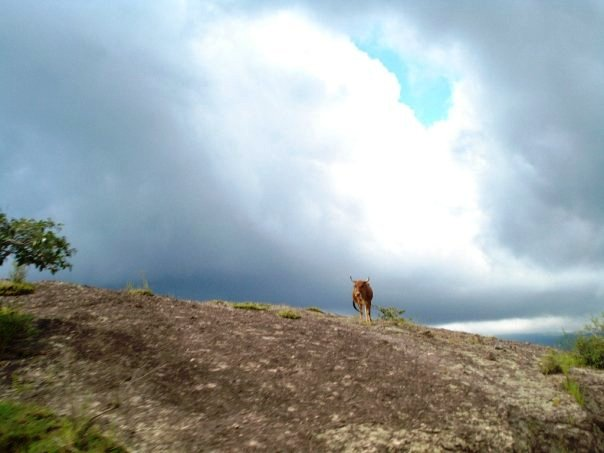
Llano del Muerto.

En los alrededores del llano del muerto, habita una amplia variedad de animales como: reptiles, venados, jilgueros de montaña, urracas, coyotes, tecolotes, ardillas, pericos y posiblemente pumas.

## Factores Históricos
Llano del muerto fue parte de los escenarios principales donde se llevó a cabo la guerra durante la década de los 80, la cual duro doce años y finalizó con la firma de los acuerdos de paz en 1992.

## Aporte al Turismo

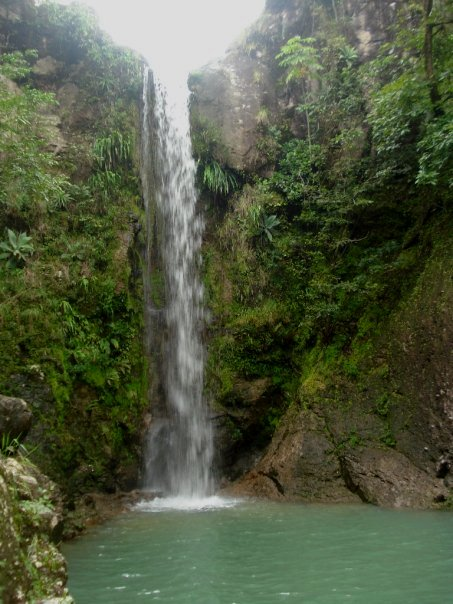
Cascada Caracol.

El Llano del muerto es un lugar con abundante riqueza natural, lleno de bosques, ríos y montañas que ofrece al turista un buen espacio para acampar, hacer caminatas y nadar en pozas de agua cristalina. 
Cuenta con áreas en la que se puede observar una diversidad de pinares y paisaje. A la vez posee cascadas con agua color turquesa, las cuales recorren aproximadamente seis mil hectáreas.